# Arawata
Arawata ist ein kleiner Ort im australischen Bundesstaat Victoria. Er gehört zu Kardella in der LGA South Gippsland Shire.

## Geografie
Arawata liegt rund 100 Kilometer südöstlich von Melbourne. Der Ort liegt nordöstlich von Korumburra und rund drei Kilometer nördlich vom Ortszentrum von Kardella.

## Gebäude
In Arawata befindet sich seit 1910 eine Kirche der Uniting Church in Australia (Synode Victoria und Tasmanien, Presbyterium Gippsland) an der Fairbank Road. Vor ihrer Gründung fanden die Gottesdienste in der 1889 eröffneten Arawata Hall oder in Privathäusern statt. 1957 wurde ein Saal für die Sonntagsschule errichtet.